# Рикошет (музыкант)
Рикоше́т (настоящее имя — Алекса́ндр Ю́рьевич Аксёнов; 3 сентября 1964, Ленинград, СССР — 22 марта 2007, Санкт-Петербург, Россия) — советский и российский рок-музыкант, автор песен, композитор, музыкальный продюсер. Основатель и лидер рок-группы «Объект насмешек».

## Биография
Родился 3 сентября 1964 года в семье театрального режиссёра, постановщика БДТ им. М. Горького Юрия Ефимовича Аксёнова (1932—2020).
Первое музыкальное выступление состоялось в составе школьного ансамбля «Резиновый рикошет» в 1980 году (отсюда прозвище, которое Аксёнов взял в качестве сценического псевдонима). Позже была создана андеграунд-группа «Кроссворд», в которую входили товарищи Рикошета. В дальнейшем играл с несколькими ленинградскими панк-группами.
В 1985 году создал собственный коллектив «Объект насмешек», быстро добившийся популярности. В 1990 году «Объект насмешек» перестал выступать. Позже ряд её участников создали группу «Tequilajazzz». С середины 1990-х годов Рикошет сольно и в соавторстве выпустил ряд альбомов, участвовал в нескольких музыкальных проектах (например, сотрудничал с сообществом «Балтийский Клан»), занимался продюсированием (например, сольные альбомы Александра Заславского).
22 марта 2007 года скончался на 43 году жизни. Официальной причиной смерти была названа остановка сердца.

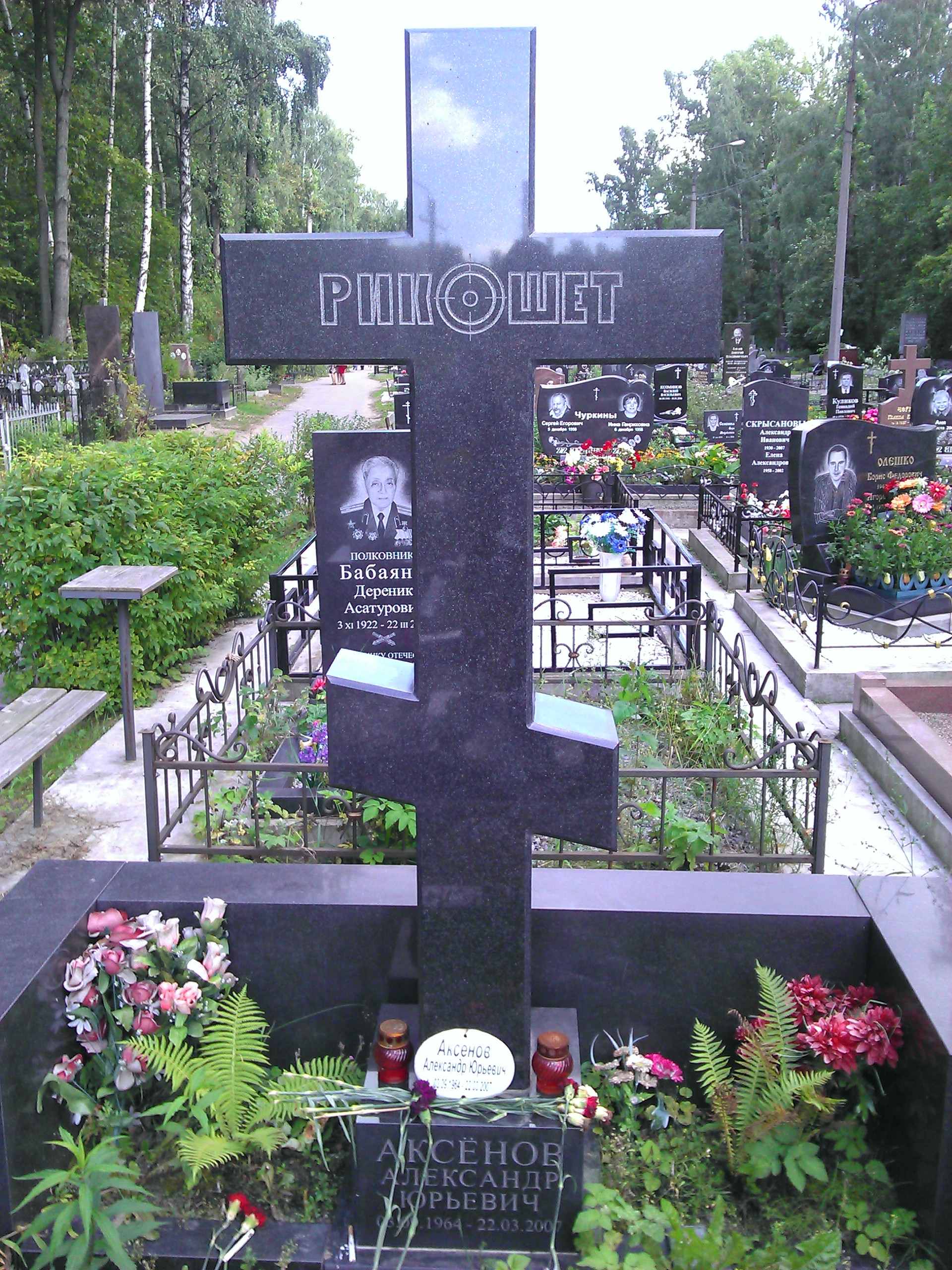
Могила Рикошета на Богословском кладбище

Похоронен на Богословском кладбище Санкт-Петербурга.
Рикошет успел написать сценарий клипа на свою песню «Чёрные очки». Через 4 года после его смерти, 29 сентября 2011 года этот клип снят и представлен интернет-телевидением Piter.tv и журналом Fuzz. Для роли Рикошета был приглашён актёр.

### Личная жизнь
Его жена — школьная любовь Татьяна, сын — Кирилл Аксёнов.
Жил незарегистрированным браком с вдовой Виктора Цоя Марианной.

## Дискография

### В составе группы «Объект насмешек»
- 1986 — Смеётся ОН — ОН смеётся последним
- 1987 — Гласность
- 1989 — Жизнь настоящих ковбоев
- 1990 — Сделано в джунглях
- 2008 — Телетеррор

### Сольные альбомы и проекты
- 1995 — Блюз для негодяя
- 2000 — Кинчев и Рикошет: Геополитика
- 2000 — Виктор Цой. Печаль
- 2000 — Рикошет + Балтийский Рэп
- 2001 — Не снимать! Чёрные Очки
- 2002 — Твой новый саундтрек (не выпущен)

### Трибьюты
- 2000 — «КИНОпробы», трибьют группе Кино. Рикошет исполнил трек «Камчатка».
- 2009, 2023 — Выход Дракона (трибьют Рикошету в двух частях).

### Гостевое участие
- 2002 — группа «Король и Шут» — альбом «Жаль, нет ружья», вокал в треке 2 «Мёртвый Анархист».

## Кинематограф
В 1987 году сыграл в эпизоде фильма «Взломщик», в титрах не указан.
В 1993 году исполнил роль битника в фильме Рашида Нугманова «Дикий Восток». Также выступил сокомпозитором фильма.
В 2006 году озвучил одного из персонажей мультфильма «Жил министр обороны».

## Память
Рикошету и группе «Объект насмешек» посвящён выпуск документальной передачи «Культурный слой» (2007).
Является прототипом персонажа «Рика» в фильме Алексея Учителя «Цой» (2020) о вымышленных событиях после гибели Виктора Цоя. Роль исполнил актёр Илья Дель.
В альбом группы «Алиса» «Пульс хранителя дверей лабиринта», вышедшем в 2008 году, вошла песня «Рикошет», посвящённая Александру Аксёнову. В песне использованы записи голоса Рикошета: «Смерть подступает все ближе и ближе, ещё один товарищ покинул нас», «Обнимаю, Рикошет».